# Molinia caerulea
Molinia caerulea là một loài thực vật có hoa trong họ Hòa thảo. Loài này được (L.) Moench mô tả khoa học đầu tiên năm 1794.

## Hình ảnh

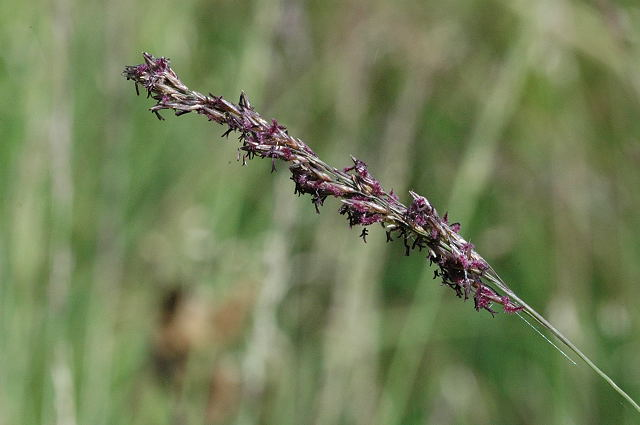
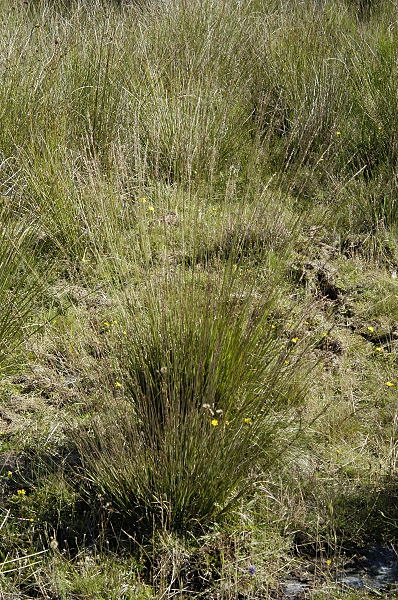
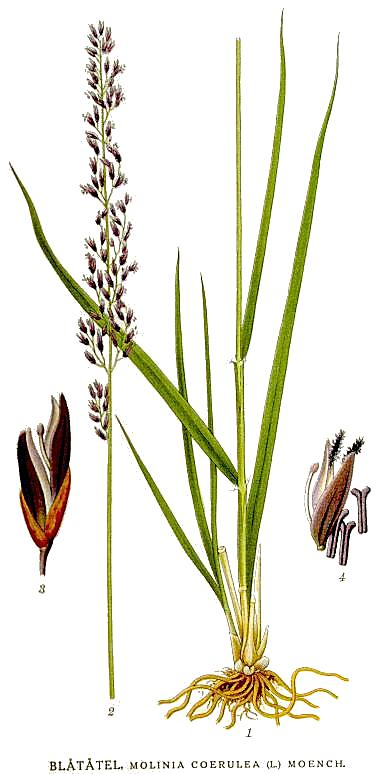
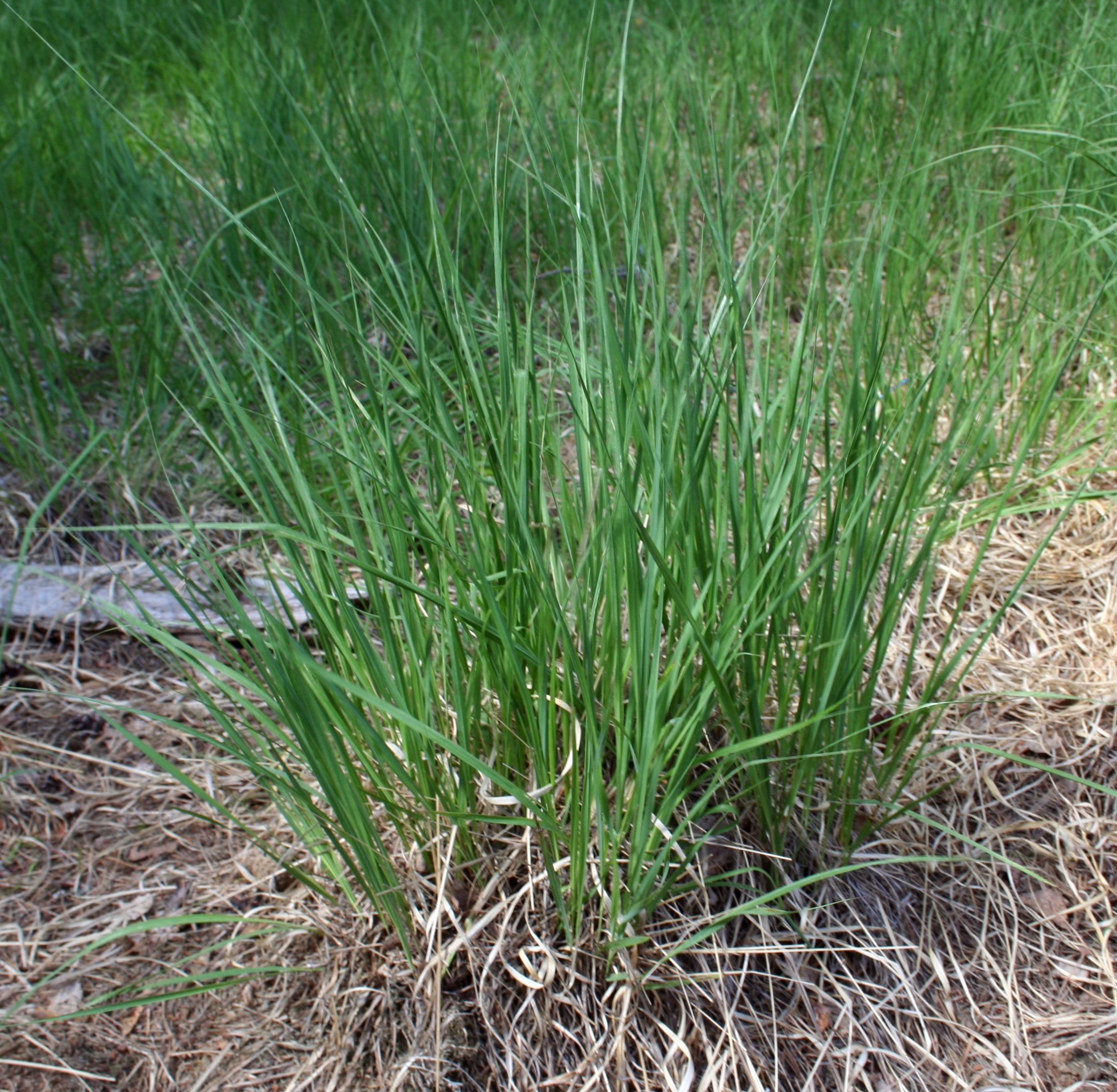